# Усть-Теленгуйське сільське поселення
Усть-Теленгу́йське сільське поселення (рос. Усть-Теленгуйское сельское поселение) — сільське поселення у складі Шилкинського району Забайкальського краю Росії.
Адміністративний центр — село Усть-Теленгуй.

## Населення
Населення сільського поселення становить 614 осіб (2019; 678 у 2010, 842 у 2002).

## Склад
До складу сільського поселення входять:
| Населений пункт        | Населення, осіб (2002) | Населення, осіб (2010) |
| ---------------------- | ---------------------- | ---------------------- |
| Верхній Теленгуй, село | 118                    | 106                    |
| Макарово, село         | 104                    | 59                     |
| Усть-Теленгуй, село    | 620                    | 513                    |